# St. Johnny
St. Johnny je česká bluesová kapela, založená v roce 2005 v Plzni, jejímiž členy jsou Jan Stehlík, Zdeněk Tichota a Kamil Němec.
V repertoáru převažuje vlastní tvorba. Kapela „St. Johnny“ vystupuje doma i v zahraničí, např. i v roli předskokana bluesových legend Charlieho Mussellwhitea a Any Popovic. V roce 2017 vydala kapela CD „Rollin'and Ridin'“.
V minulosti kapela spolupracovala například s těmito muzikanty: dechová sekce SKP (M. Surka, T. Křemenák a J. Pospíšil), hráči na foukací harmoniku Charlie Slavík a Matěj Ptaszek, americký country zpěvák Brent Moyer, americká bluesová zpěvačka Juwana Jenkins, basista a moderátor Country rádia Milan Schmidt, holandský bluesový kytarista Jan Houtbraken a další. Kapela také vystupovala v zahraničí: Německo, Polsko, Slovensko, Maďarsko, Srbsko, Chorvatsko.

## Členové St. Johnny

### Jan Stehlík
Jan Stehlík je český bluesový zpěvák, kytarista, autor písní a lídr tria St. Johnny. Toto trio se věnuje elektrickému jump blues, R’n’R a boogie, tedy stylům Ameriky 50. let. Kapelu založil Jan Stehlík po návratu z USA, kde v letech 1999 a 2000 pracoval a jamoval s místními muzikanty. Jeho syrový pěvecký a kytarový projev, texty ze života a energická rytmika tvoří vysoce chytlavou směs.

#### Praxe
- 2011 – dosud: účinkování v bluesovém triu „St. Johnny“
- 2005 – 2010: účinkování (kytara, zpěv) v kapele „St. Johnny & The Sinners“, účinkování (kytara, zpěv) v duu „St. Johnny & Charlie Slavík“
- 1995 – 2004: účinkování (kytara) v řadě amatérských kapel v Č. Budějovicích (např. T-band, Smutný Karel, John Slim Blues Band)

### Další členové
- Zdeněk „Wimpy“ Tichota[8] – basa (dále Framus 5 M. Prokopa a L. Andršt Blues Band)
- Kamil Němec – bicí

## Vydaná CD:
2008: St. Johnny & Charlie Slavík – „These Times Are Gone“ (ukázka Youtube) 
2009: St. Johnny & the Sinners – „Picture Of My Life“ (ukázka Youtube)
2010: St. Johnny & the Sinners – "When The Sun Went Down“ (ukázka Band Camp)
2017: St. Johnny – „Rollin'& Ridin'“
- Jan Stehlík – kytara/zpěv
- Zdeněk „Wimpy“ Tichota – basa
- Pavel Plánka – bicí
- CD obsahuje 10 vlastních autorských písní – autor písní: Jan Stehlík

Videoklipy písní z CD:
- Rolling Riding
- Sebera
- Californian Loving

## Seznam autorských písní
1. Big Cigar
2. Sweet Little Girl
3. When The Sun Went Down
4. Picture Of My Life
5. Talking About My Baby
6. These Times Are Gone
7. Gone For Night And Day
8. Let Me Sing That Old Blues Song
9. My Baby Is Gone
10. Down By The River
11. Summer Came to Town
12. Rolling & Riding
13. Sebera
14. Dishwasher Boogie
15. Californian Loving
16. White Boys Can get The Blues
17. Sweet Fifty
18. She Overtook Me
19. Wild Wild World
20. I Can't Believe